# 虹关古樟
虹关古樟位于江西省上饶市婺源县（旧属安徽省徽州府）浙源乡虹关村村口河畔。树龄已逾千年，高26米，胸径3.4米。
虹关古樟作为虹关村古建群的子项目，已列为婺源县文物保护单位。